# Афалтербах
Афалтербах (њем. Affalterbach) општина је у њемачкој савезној држави Баден-Виртемберг. Једно је од 39 општинских средишта округа Лудвигсбург. Према процјени из 2010. у општини је живјело 4.593 становника. Посједује регионалну шифру (AGS) 8118001.

## Географија
Афалтербах се налази у савезној држави Баден-Виртемберг у округу Лудвигсбург. Општина се налази на надморској висини од 317 метара. Површина општине износи 10,2 km².

## Становништво
У самом мјесту је, према процјени из 2010. године, живјело 4.593 становника. Просјечна густина становништва износи 453 становника/km².

## Међународна сарадња
| Мјесто | Држава   | Врста сарадње | Од    |
| ------ | -------- | ------------- | ----- |
| Теглаш | Мађарска | пријатељство  | 1996. |
| Извор  |          |               |       |